# Две тысячи гривен
Две тысячи гривен (укр. Дві тисячі гривень) — номинал банкнот Украины, бывших в обращении на её территории в 1918—1920 годах.

## История
1 марта 1918 года Центральная Рада приняла закон укр. «Про грошову одиницю, биття монети та друк державних кредитових білетів», согласно которому в стране вводилась новая национальная валюта — гривна. Гривна 1918 года подразделялась на 100 шагов, а её курс составлял 0,5 карбованца. 30 марта 1918 года был дополнительно принят закон укр. «Про випуск на 100 млн знаків Держскарбниці».
Банкноты отпечатаны в 1918 году в Берлине. Дизайн банкноты разработал художник Иван Мозалевский. Основные цвета банкноты — оранжевый и светло-коричневый, размеры — 203×133 мм. В качестве эмитента на банкноте указана Украинская держава — государство, во главе которого стоял гетман Павел Скоропадский.
Выпущена в обращение 17 октября 1918 года. После падения в декабре 1918 года режима Скоропадского и восстановления Украинской народной республики продолжала использоваться Директорией УНР. В 1920 году изъята из обращения.